# Helionidia lutea
Helionidia lutea är en insektsart som först beskrevs av Irena Dworakowska 1977.  Helionidia lutea ingår i släktet Helionidia och familjen dvärgstritar. Inga underarter finns listade i Catalogue of Life.